# Gabriel Enrique Gómez
Gabriel Enrique Gómez Giron (Panama, 29 maggio 1984) è un ex calciatore panamense, di ruolo centrocampista.

## Carriera

### Club
Dopo aver giocato con squadre panamensi, colombiane e argentine, nel 2007 si trasferisce in Portogallo al Belenenses.
Il 14 maggio 2008 prolunga il contratto con la squadra di Lisbona fino al 2011, anche se poi lascerà il Portogallo nel 2010 per trasferirsi prima a Cipro, presso l'Ermis Aradippou e poi in Colombia al La Equidad.
Nel 2012 passa al Philadelphia Union, con cui segna 6 gol in 24 partite.
Nel 2013 ritorna in Colombia per giocare con l'Atletico Junior.

### Nazionale
Viene convocato per la Copa América Centenario del 2016. Successivamente partecipa ai Mondiali 2018(mondiali vinti dalla Francia) i primi nella storia della selezione panamense, in cui gioca da titolare tutte e 3 le partite della squadra che esce al primo turno. Al termine della competizione, dopo 15 anni e 149 partite giocate, si ritira dalla Nazionale (ritiro annunciato subito prima della competizione). Ha partecipato anche a 7 Gold Cup con la nazionale.
Con le sue 149 partite giocate è il primatista di presenze con la nazionale panamense.

## Statistiche

### Cronologia presenze e reti in nazionale
| Cronologia completa delle presenze e delle reti in nazionale ― Panama | Cronologia completa delle presenze e delle reti in nazionale ― Panama | Cronologia completa delle presenze e delle reti in nazionale ― Panama | Cronologia completa delle presenze e delle reti in nazionale ― Panama | Cronologia completa delle presenze e delle reti in nazionale ― Panama | Cronologia completa delle presenze e delle reti in nazionale ― Panama | Cronologia completa delle presenze e delle reti in nazionale ― Panama | Cronologia completa delle presenze e delle reti in nazionale ― Panama |
| Data                                                                  | Città                                                                 | In casa                                                               | Risultato                                                             | Ospiti                                                                | Competizione                                                          | Reti                                                                  | Note                                                                  |
| --------------------------------------------------------------------- | --------------------------------------------------------------------- | --------------------------------------------------------------------- | --------------------------------------------------------------------- | --------------------------------------------------------------------- | --------------------------------------------------------------------- | --------------------------------------------------------------------- | --------------------------------------------------------------------- |
| 9-2-2003                                                              | Panama                                                                | Panama                                                                | 1 – 2                                                                 | El Salvador                                                           | Coppa delle nazioni UNCAF 2003                                        | -                                                                     |                                                                       |
| 16-2-2003                                                             | Panama                                                                | Panama                                                                | 2 – 0                                                                 | Guatemala                                                             | Coppa delle nazioni UNCAF 2003                                        | -                                                                     |                                                                       |
| 27-6-2003                                                             | Panama                                                                | Panama                                                                | 2 – 0                                                                 | Cuba                                                                  | Amichevole                                                            | -                                                                     |                                                                       |
| 29-6-2003                                                             | Panama                                                                | Panama                                                                | 1 – 0                                                                 | Cuba                                                                  | Amichevole                                                            | -                                                                     |                                                                       |
| 28-4-2004                                                             | Panama                                                                | Panama                                                                | 4 – 1                                                                 | Bermuda                                                               | Amichevole                                                            | -                                                                     |                                                                       |
| 1-5-2004                                                              | Città del Guatemala                                                   | Guatemala                                                             | 1 – 2                                                                 | Panama                                                                | Amichevole                                                            | -                                                                     |                                                                       |
| 13-6-2004                                                             | Panama                                                                | Panama                                                                | 4 – 0                                                                 | Saint Lucia                                                           | Qual. Mondiali 2006                                                   | -                                                                     |                                                                       |
| 20-6-2004                                                             | Vieux-Fort                                                            | Saint Lucia                                                           | 0 – 3                                                                 | Panama                                                                | Qual. Mondiali 2006                                                   | -                                                                     | 27’                                                                   |
| 18-12-2004                                                            | Teheran                                                               | Iran                                                                  | 1 – 0                                                                 | Panama                                                                | Amichevole                                                            | -                                                                     | 60’                                                                   |
| 26-1-2005                                                             | Ambato                                                                | Ecuador                                                               | 2 – 0                                                                 | Panama                                                                | Amichevole                                                            | -                                                                     | 63’                                                                   |
| 29-1-2005                                                             | Babahoyo                                                              | Ecuador                                                               | 2 – 0                                                                 | Panama                                                                | Amichevole                                                            | -                                                                     | 54’                                                                   |
| 9-2-2005                                                              | Panama                                                                | Panama                                                                | 0 – 0                                                                 | Guatemala                                                             | Qual. Mondiali 2006                                                   | -                                                                     | 67’                                                                   |
| 19-2-2005                                                             | Città del Guatemala                                                   | El Salvador                                                           | 0 – 1                                                                 | Panama                                                                | Coppa delle nazioni UNCAF 2005                                        | -                                                                     | 70’                                                                   |
| 23-2-2005                                                             | Città del Guatemala                                                   | Panama                                                                | 0 – 1                                                                 | Costa Rica                                                            | Coppa delle nazioni UNCAF 2005                                        | -                                                                     | 30’ 80’                                                               |
| 25-2-2005                                                             | Città del Guatemala                                                   | Honduras                                                              | 1 – 0                                                                 | Panama                                                                | Coppa delle nazioni UNCAF 2005                                        | -                                                                     | 61’                                                                   |
| 27-2-2005                                                             | Città del Guatemala                                                   | Guatemala                                                             | 3 – 0                                                                 | Panama                                                                | Coppa delle nazioni UNCAF 2005                                        | -                                                                     |                                                                       |
| 26-3-2005                                                             | San Juan de Tibás                                                     | Costa Rica                                                            | 2 – 1                                                                 | Panama                                                                | Qual. Mondiali 2006                                                   | -                                                                     | 74’ 81’                                                               |
| 26-5-2005                                                             | Caracas                                                               | Venezuela                                                             | 1 – 1                                                                 | Panama                                                                | Amichevole                                                            | -                                                                     | 39’                                                                   |
| 4-6-2005                                                              | Port of Spain                                                         | Trinidad e Tobago                                                     | 2 – 0                                                                 | Panama                                                                | Qual. Mondiali 2006                                                   | -                                                                     | 30’                                                                   |
| 8-6-2005                                                              | Panama                                                                | Panama                                                                | 0 – 3                                                                 | Stati Uniti                                                           | Qual. Mondiali 2006                                                   | -                                                                     | 84’                                                                   |
| 6-7-2005                                                              | Miami                                                                 | Panama                                                                | 1 – 0                                                                 | Colombia                                                              | Gold Cup 2005 - 1º turno                                              | -                                                                     |                                                                       |
| 9-7-2005                                                              | Miami                                                                 | Panama                                                                | 2 – 2                                                                 | Trinidad e Tobago                                                     | Gold Cup 2005 - 1º turno                                              | -                                                                     | 46’                                                                   |
| 12-7-2005                                                             | Miami                                                                 | Panama                                                                | 0 – 1                                                                 | Honduras                                                              | Gold Cup 2005 - 1º turno                                              | -                                                                     |                                                                       |
| 17-7-2005                                                             | Houston                                                               | Sudafrica                                                             | 1 – 1 dts (3 – 5 dtr)                                                 | Panama                                                                | Gold Cup 2005 - Quarti di finale                                      | -                                                                     |                                                                       |
| 21-7-2005                                                             | East Rutherford                                                       | Colombia                                                              | 2 – 3                                                                 | Panama                                                                | Gold Cup 2005 - Seminale                                              | -                                                                     | 64’                                                                   |
| 24-7-2005                                                             | East Rutherford                                                       | Stati Uniti                                                           | 0 – 0 dts (3 – 1 dtr)                                                 | Panama                                                                | Gold Cup 2005 - Finale                                                | -                                                                     | 62’                                                                   |
| 3-9-2005                                                              | Panama                                                                | Panama                                                                | 1 – 3                                                                 | Costa Rica                                                            | Qual. Mondiali 2006                                                   | -                                                                     |                                                                       |
| 7-9-2005                                                              | Città del Messico                                                     | Messico                                                               | 5 – 0                                                                 | Panama                                                                | Qual. Mondiali 2006                                                   | -                                                                     |                                                                       |
| 8-10-2005                                                             | Panama                                                                | Panama                                                                | 0 – 1                                                                 | Trinidad e Tobago                                                     | Qual. Mondiali 2006                                                   | -                                                                     |                                                                       |
| 12-10-2005                                                            | Washington                                                            | Stati Uniti                                                           | 2 – 0                                                                 | Panama                                                                | Qual. Mondiali 2006                                                   | -                                                                     |                                                                       |
| 16-8-2006                                                             | Lima                                                                  | Perù                                                                  | 0 – 2                                                                 | Panama                                                                | Amichevole                                                            | 1                                                                     |                                                                       |
| 6-9-2006                                                              | Città del Guatemala                                                   | Guatemala                                                             | 1 – 2                                                                 | Panama                                                                | Amichevole                                                            | -                                                                     |                                                                       |
| 7-10-2006                                                             | Panama                                                                | Panama                                                                | 1 – 0                                                                 | El Salvador                                                           | Amichevole                                                            | -                                                                     | 89’                                                                   |
| 11-10-2006                                                            | Port of Spain                                                         | Trinidad e Tobago                                                     | 2 – 1                                                                 | Panama                                                                | Amichevole                                                            | -                                                                     |                                                                       |
| 19-11-2006                                                            | Panama                                                                | Panama                                                                | 1 – 2                                                                 | Perù                                                                  | Amichevole                                                            | -                                                                     |                                                                       |
| 29-11-2006                                                            | San Salvador                                                          | El Salvador                                                           | 0 – 0                                                                 | Panama                                                                | Amichevole                                                            | -                                                                     |                                                                       |
| 24-3-2007                                                             | Miami                                                                 | Haiti                                                                 | 3 – 0                                                                 | Panama                                                                | Amichevole                                                            | -                                                                     |                                                                       |
| 26-3-2007                                                             | Kingston                                                              | Giamaica                                                              | 1 – 1                                                                 | Panama                                                                | Amichevole                                                            | -                                                                     | 46’                                                                   |
| 8-6-2007                                                              | East Rutherford                                                       | Panama                                                                | 3 – 2                                                                 | Honduras                                                              | Gold Cup 2007 - 1º turno                                              | -                                                                     | 6’                                                                    |
| 10-6-2007                                                             | East Rutherford                                                       | Panama                                                                | 2 – 2                                                                 | Cuba                                                                  | Gold Cup 2007 - 1º turno                                              | -                                                                     |                                                                       |
| 13-6-2007                                                             | Houston                                                               | Messico                                                               | 1 – 0                                                                 | Panama                                                                | Gold Cup 2007 - 1º turno                                              | -                                                                     | 45’                                                                   |
| 9-9-2007                                                              | Houston                                                               | Messico                                                               | 1 – 0                                                                 | Panama                                                                | Amichevole                                                            | -                                                                     |                                                                       |
| 12-9-2007                                                             | Puerto La Cruz                                                        | Venezuela                                                             | 1 – 1                                                                 | Panama                                                                | Amichevole                                                            | -                                                                     |                                                                       |
| 21-11-2007                                                            | Panama                                                                | Panama                                                                | 1 – 1                                                                 | Costa Rica                                                            | Amichevole                                                            | -                                                                     |                                                                       |
| 1-6-2008                                                              | Fort Lauderdale                                                       | Guatemala                                                             | 0 – 1                                                                 | Panama                                                                | Amichevole                                                            | -                                                                     |                                                                       |
| 4-6-2008                                                              | Fort Lauderdale                                                       | Canada                                                                | 2 – 2                                                                 | Panama                                                                | Amichevole                                                            | -                                                                     |                                                                       |
| 7-6-2008                                                              | Valparaíso                                                            | Cile                                                                  | 0 – 0                                                                 | Panama                                                                | Amichevole                                                            | -                                                                     |                                                                       |
| 14-6-2008                                                             | Panama                                                                | Panama                                                                | 1 – 0                                                                 | El Salvador                                                           | Qual. Mondiali 2010                                                   | -                                                                     |                                                                       |
| 22-6-2008                                                             | San Salvador                                                          | El Salvador                                                           | 3 – 1                                                                 | Panama                                                                | Qual. Mondiali 2010                                                   | -                                                                     |                                                                       |
| 7-6-2009                                                              | Kingston                                                              | Giamaica                                                              | 3 – 2                                                                 | Panama                                                                | Amichevole                                                            | -                                                                     |                                                                       |
| 19-6-2009                                                             | Port-au-Prince                                                        | Haiti                                                                 | 1 – 1                                                                 | Panama                                                                | Amichevole                                                            | -                                                                     |                                                                       |
| 28-6-2009                                                             | Cary                                                                  | Honduras                                                              | 2 – 0                                                                 | Panama                                                                | Amichevole                                                            | -                                                                     | 46’                                                                   |
| 5-7-2009                                                              | Oakland                                                               | Panama                                                                | 1 – 2                                                                 | Guadalupa                                                             | Gold Cup 2009 - 1º turno                                              | -                                                                     | 78’                                                                   |
| 9-7-2009                                                              | Houston                                                               | Messico                                                               | 1 – 1                                                                 | Panama                                                                | Gold Cup 2009 - 1º turno                                              | -                                                                     |                                                                       |
| 12-7-2009                                                             | Seattle                                                               | Panama                                                                | 4 – 0                                                                 | Nicaragua                                                             | Gold Cup 2009 - 1º turno                                              | 1                                                                     | 40’ 59’                                                               |
| 18-7-2009                                                             | Filadelfia                                                            | Stati Uniti                                                           | 2 – 1 dts                                                             | Panama                                                                | Gold Cup 2009 - Quarti di finale                                      | -                                                                     |                                                                       |
| 3-9-2010                                                              | Panama                                                                | Panama                                                                | 2 – 2                                                                 | Costa Rica                                                            | Amichevole                                                            | -                                                                     | 75’                                                                   |
| 7-9-2010                                                              | Panama                                                                | Panama                                                                | 3 – 0                                                                 | Trinidad e Tobago                                                     | Amichevole                                                            | 1                                                                     | 60’                                                                   |
| 8-10-2010                                                             | Panama                                                                | Panama                                                                | 1 – 0                                                                 | El Salvador                                                           | Amichevole                                                            | -                                                                     | 89’                                                                   |
| 12-10-2010                                                            | Panama                                                                | Panama                                                                | 1 – 0                                                                 | Perù                                                                  | Amichevole                                                            | -                                                                     | 46’                                                                   |
| 14-1-2011                                                             | Panama                                                                | Panama                                                                | 2 – 0                                                                 | Belize                                                                | Coppa delle nazioni UNCAF 2011 - 1º turno                             | -                                                                     | 62’                                                                   |
| 18-1-2011                                                             | Panama                                                                | Panama                                                                | 2 – 0                                                                 | El Salvador                                                           | Coppa delle nazioni UNCAF 2011 - 1º turno                             | -                                                                     |                                                                       |
| 21-1-2011                                                             | Panama                                                                | Panama                                                                | 1 – 1 dts (2 – 4 dtr)                                                 | Costa Rica                                                            | Coppa delle nazioni UNCAF 2011 - Semifinale                           | -                                                                     |                                                                       |
| 24-1-2011                                                             | Panama                                                                | Panama                                                                | 0 – 0 dts (5 – 4 dtr)                                                 | El Salvador                                                           | Coppa delle nazioni UNCAF 2011 - Finale                               | -                                                                     | 66’                                                                   |
| 25-3-2011                                                             | Panama                                                                | Panama                                                                | 2 – 0                                                                 | Bolivia                                                               | Amichevole                                                            | 1                                                                     | 62’                                                                   |
| 29-3-2011                                                             | L'Avana                                                               | Cuba                                                                  | 0 – 2                                                                 | Panama                                                                | Amichevole                                                            | -                                                                     |                                                                       |
| 29-5-2011                                                             | Panama                                                                | Panama                                                                | 2 – 0                                                                 | Grenada                                                               | Amichevole                                                            | 1                                                                     | 62’                                                                   |
| 7-6-2011                                                              | Detroit                                                               | Panama                                                                | 3 – 2                                                                 | Guadalupa                                                             | Gold Cup 2011 - 1º turno                                              | 1                                                                     |                                                                       |
| 11-6-2011                                                             | Houston                                                               | Stati Uniti                                                           | 1 – 2                                                                 | Panama                                                                | Gold Cup 2011 - 1º turno                                              | 1                                                                     |                                                                       |
| 14-6-2011                                                             | Kansas City                                                           | Canada                                                                | 1 – 1                                                                 | Panama                                                                | Gold Cup 2011 - 1º turno                                              | -                                                                     |                                                                       |
| 19-6-2011                                                             | Panama                                                                | Panama                                                                | 1 – 1 dts (5 – 3 dtr)                                                 | El Salvador                                                           | Gold Cup 2011 - Quarti di finale                                      | -                                                                     | 80’                                                                   |
| 21-6-2011                                                             | Houston                                                               | Stati Uniti                                                           | 1 – 0                                                                 | Panama                                                                | Gold Cup 2011 - Semifinale                                            | -                                                                     | 72’ 86’                                                               |
| 3-9-2011                                                              | Panama                                                                | Panama                                                                | 0 – 2                                                                 | Paraguay                                                              | Amichevole                                                            | -                                                                     |                                                                       |
| 7-9-2011                                                              | Managua                                                               | Nicaragua                                                             | 1 – 2                                                                 | Panama                                                                | Qual. Mondiali 2014                                                   | -                                                                     |                                                                       |
| 8-10-2011                                                             | Roseau                                                                | Dominica                                                              | 0 – 5                                                                 | Panama                                                                | Qual. Mondiali 2014                                                   | -                                                                     | 71’                                                                   |
| 12-10-2011                                                            | Panama                                                                | Panama                                                                | 5 – 1                                                                 | Nicaragua                                                             | Qual. Mondiali 2014                                                   | -                                                                     |                                                                       |
| 12-11-2011                                                            | Panama                                                                | Panama                                                                | 2 – 0                                                                 | Costa Rica                                                            | Amichevole                                                            | 1                                                                     |                                                                       |
| 16-11-2011                                                            | Panama                                                                | Panama                                                                | 3 – 0                                                                 | Dominica                                                              | Qual. Mondiali 2014                                                   | -                                                                     |                                                                       |
| 25-1-2012                                                             | Panama                                                                | Panama                                                                | 0 – 1                                                                 | Stati Uniti                                                           | Amichevole                                                            | -                                                                     | 90+2’                                                                 |
| 15-8-2012                                                             | Loulé                                                                 | Portogallo                                                            | 2 – 0                                                                 | Panama                                                                | Amichevole                                                            | -                                                                     | 49’                                                                   |
| 12-9-2012                                                             | Panama                                                                | Panama                                                                | 2 – 0                                                                 | Canada                                                                | Qual. Mondiali 2014                                                   | -                                                                     |                                                                       |
| 13-10-2012                                                            | Panama                                                                | Panama                                                                | 0 – 0                                                                 | Honduras                                                              | Qual. Mondiali 2014                                                   | -                                                                     |                                                                       |
| 17-10-2012                                                            | L'Avana                                                               | Cuba                                                                  | 1 – 1                                                                 | Panama                                                                | Qual. Mondiali 2014                                                   | -                                                                     | 74’                                                                   |
| 14-11-2012                                                            | Panama                                                                | Panama                                                                | 1 – 5                                                                 | Spagna                                                                | Amichevole                                                            | 1                                                                     |                                                                       |
| 7-2-2013                                                              | Panama                                                                | Panama                                                                | 2 – 2                                                                 | Costa Rica                                                            | Qual. Mondiali 2014                                                   | -                                                                     |                                                                       |
| 22-3-2013                                                             | Kingston                                                              | Giamaica                                                              | 1 – 1                                                                 | Panama                                                                | Amichevole                                                            | -                                                                     | 68’ 78’                                                               |
| 26-3-2013                                                             | Panama                                                                | Panama                                                                | 2 – 0                                                                 | Honduras                                                              | Qual. Mondiali 2014                                                   | -                                                                     |                                                                       |
| 7-6-2013                                                              | Panama                                                                | Panama                                                                | 0 – 0                                                                 | Messico                                                               | Qual. Mondiali 2014                                                   | -                                                                     | 58’                                                                   |
| 7-7-2013                                                              | Pasadena                                                              | Panama                                                                | 2 – 1                                                                 | Messico                                                               | Gold Cup 2013 - 1º turno                                              | -                                                                     | 84’                                                                   |
| 11-7-2013                                                             | Seattle                                                               | Panama                                                                | 1 – 0                                                                 | Martinica                                                             | Gold Cup 2013 - 1º turno                                              | -                                                                     |                                                                       |
| 14-7-2013                                                             | Denver                                                                | Panama                                                                | 0 – 0                                                                 | Canada                                                                | Gold Cup 2013 - 1º turno                                              | -                                                                     | 73’                                                                   |
| 20-7-2013                                                             | Atlanta                                                               | Panama                                                                | 6 – 1                                                                 | Cuba                                                                  | Gold Cup 2013 - Quarti di finale                                      | -                                                                     |                                                                       |
| 25-7-2013                                                             | Arlington                                                             | Panama                                                                | 2 – 1                                                                 | Messico                                                               | Gold Cup 2013 - Semifinale                                            | -                                                                     | 89’                                                                   |
| 28-7-2013                                                             | Chicago                                                               | Stati Uniti                                                           | 1 – 0                                                                 | Panama                                                                | Gold Cup 2013 - Finale                                                | -                                                                     | 73’                                                                   |
| 7-9-2013                                                              | Panama                                                                | Panama                                                                | 0 – 0                                                                 | Giamaica                                                              | Qual. Mondiali 2014                                                   | -                                                                     | 76’                                                                   |
| 11-9-2013                                                             | Tegucigalpa                                                           | Honduras                                                              | 2 – 2                                                                 | Panama                                                                | Qual. Mondiali 2014                                                   | -                                                                     | 62’                                                                   |
| 11-10-2013                                                            | Città del Messico                                                     | Messico                                                               | 2 – 1                                                                 | Panama                                                                | Qual. Mondiali 2014                                                   | -                                                                     | 67’                                                                   |
| 16-10-2013                                                            | Panama                                                                | Panama                                                                | 2 – 3                                                                 | Stati Uniti                                                           | Qual. Mondiali 2014                                                   | -                                                                     | 72’                                                                   |
| 1-6-2014                                                              | Bridgeview                                                            | Panama                                                                | 1 – 1                                                                 | Serbia                                                                | Amichevole                                                            | 1                                                                     | 79’                                                                   |
| 3-6-2014                                                              | Goiânia                                                               | Brasile                                                               | 4 – 0                                                                 | Panama                                                                | Amichevole                                                            | -                                                                     | 68’                                                                   |
| 7-9-2014                                                              | Dallas                                                                | Costa Rica                                                            | 2 – 2                                                                 | Panama                                                                | Coppa centroamericana 2014 - 1º turno                                 | -                                                                     | 14’                                                                   |
| 11-9-2014                                                             | Houston                                                               | Nicaragua                                                             | 0 – 2                                                                 | Panama                                                                | Coppa centroamericana 2014 - 1º turno                                 | -                                                                     |                                                                       |
| 14-9-2014                                                             | Los Angeles                                                           | El Salvador                                                           | 0 – 1                                                                 | Panama                                                                | Coppa centroamericana 2014 - Finale 3º posto                          | -                                                                     |                                                                       |
| 12-10-2014                                                            | Santiago de Querétaro                                                 | Messico                                                               | 1 – 0                                                                 | Panama                                                                | Amichevole                                                            | -                                                                     |                                                                       |
| 15-11-2014                                                            | San Salvador                                                          | El Salvador                                                           | 1 – 3                                                                 | Panama                                                                | Amichevole                                                            | -                                                                     |                                                                       |
| 19-11-2014                                                            | Panama                                                                | Panama                                                                | 0 – 0                                                                 | Canada                                                                | Amichevole                                                            | -                                                                     | 86’                                                                   |
| 27-3-2015                                                             | Port of Spain                                                         | Trinidad e Tobago                                                     | 0 – 1                                                                 | Panama                                                                | Amichevole                                                            | -                                                                     |                                                                       |
| 1-4-2015                                                              | Panama                                                                | Panama                                                                | 2 – 1                                                                 | Costa Rica                                                            | Amichevole                                                            | -                                                                     | 83’                                                                   |
| 4-6-2015                                                              | Panama                                                                | Panama                                                                | 1 – 1                                                                 | Ecuador                                                               | Amichevole                                                            | -                                                                     |                                                                       |
| 6-6-2015                                                              | Guayaquil                                                             | Ecuador                                                               | 4 – 0                                                                 | Panama                                                                | Amichevole                                                            | -                                                                     |                                                                       |
| 8-7-2015                                                              | Frisco                                                                | Panama                                                                | 1 – 1                                                                 | Haiti                                                                 | Gold Cup 2015 - 1º turno                                              | -                                                                     |                                                                       |
| 11-7-2015                                                             | Foxborough                                                            | Honduras                                                              | 1 – 1                                                                 | Panama                                                                | Gold Cup 2015 - 1º turno                                              | -                                                                     | 73’                                                                   |
| 13-7-2015                                                             | Kansas City                                                           | Stati Uniti                                                           | 1 – 1                                                                 | Panama                                                                | Gold Cup 2015 - 1º turno                                              | -                                                                     |                                                                       |
| 19-7-2015                                                             | East Rutherford                                                       | Trinidad e Tobago                                                     | 1 – 1 dts (5 – 6 dtr)                                                 | Panama                                                                | Gold Cup 2015 - Quarti di finale                                      | -                                                                     | 45+2’                                                                 |
| 4-9-2015                                                              | Panama                                                                | Panama                                                                | 0 – 1                                                                 | Uruguay                                                               | Amichevole                                                            | -                                                                     | 21’                                                                   |
| 8-9-2015                                                              | Mérida                                                                | Venezuela                                                             | 1 – 1                                                                 | Panama                                                                | Amichevole                                                            | -                                                                     |                                                                       |
| 8-10-2015                                                             | Panama                                                                | Panama                                                                | 1 – 2                                                                 | Trinidad e Tobago                                                     | Amichevole                                                            | -                                                                     |                                                                       |
| 13-10-2015                                                            | Toluca                                                                | Messico                                                               | 1 – 0                                                                 | Panama                                                                | Amichevole                                                            | -                                                                     |                                                                       |
| 14-11-2015                                                            | Kingston                                                              | Giamaica                                                              | 0 – 2                                                                 | Panama                                                                | Qual. Mondiali 2018                                                   | -                                                                     | 90+3’                                                                 |
| 18-11-2015                                                            | Panama                                                                | Panama                                                                | 1 – 2                                                                 | Costa Rica                                                            | Qual. Mondiali 2018                                                   | -                                                                     | 69’                                                                   |
| 9-1-2016                                                              | Panama                                                                | Panama                                                                | 4 – 0                                                                 | Cuba                                                                  | Play-off Copa América Centenario                                      | 1                                                                     |                                                                       |
| 26-3-2016                                                             | Port-au-Prince                                                        | Haiti                                                                 | 0 – 0                                                                 | Panama                                                                | Qual. Mondiali 2018                                                   | -                                                                     |                                                                       |
| 29-3-2016                                                             | Panama                                                                | Panama                                                                | 1 – 0                                                                 | Haiti                                                                 | Qual. Mondiali 2018                                                   | -                                                                     |                                                                       |
| 24-5-2016                                                             | Panama                                                                | Panama                                                                | 0 – 0                                                                 | Venezuela                                                             | Amichevole                                                            | -                                                                     |                                                                       |
| 29-5-2016                                                             | Commerce City                                                         | Panama                                                                | 0 – 2                                                                 | Brasile                                                               | Amichevole                                                            | -                                                                     |                                                                       |
| 7-6-2016                                                              | Orlando                                                               | Panama                                                                | 2 – 1                                                                 | Bolivia                                                               | Coppa America Centenario - 1º turno                                   | -                                                                     |                                                                       |
| 11-6-2016                                                             | Chicago                                                               | Argentina                                                             | 5 – 0                                                                 | Panama                                                                | Coppa America Centenario - 1º turno                                   | -                                                                     |                                                                       |
| 15-6-2016                                                             | Filadelfia                                                            | Cile                                                                  | 4 – 2                                                                 | Panama                                                                | Coppa America Centenario - 1º turno                                   | -                                                                     |                                                                       |
| 3-9-2016                                                              | Panama                                                                | Panama                                                                | 2 – 0                                                                 | Giamaica                                                              | Qual. Mondiali 2018                                                   | -                                                                     |                                                                       |
| 10-11-2016                                                            | San Pedro Sula                                                        | Honduras                                                              | 0 – 1                                                                 | Panama                                                                | Qual. Mondiali 2018                                                   | -                                                                     |                                                                       |
| 15-11-2016                                                            | Panama                                                                | Panama                                                                | 0 – 0                                                                 | Messico                                                               | Qual. Mondiali 2018                                                   | -                                                                     | 81’                                                                   |
| 29-3-2017                                                             | Panama                                                                | Panama                                                                | 1 – 1                                                                 | Stati Uniti                                                           | Qual. Mondiali 2018                                                   | 1                                                                     | 80’                                                                   |
| 9-6-2017                                                              | San José                                                              | Costa Rica                                                            | 0 – 0                                                                 | Panama                                                                | Qual. Mondiali 2018                                                   | -                                                                     | 79’                                                                   |
| 14-6-2017                                                             | Panama                                                                | Panama                                                                | 2 – 2                                                                 | Honduras                                                              | Qual. Mondiali 2018                                                   | -                                                                     | 69’                                                                   |
| 8-7-2017                                                              | Nashville                                                             | Stati Uniti                                                           | 1 – 1                                                                 | Panama                                                                | Gold Cup 2017 - 1º turno                                              | -                                                                     | cap. 79’                                                              |
| 13-7-2017                                                             | Tampa                                                                 | Panama                                                                | 2 – 1                                                                 | Nicaragua                                                             | Gold Cup 2017 - 1º turno                                              | -                                                                     | cap.                                                                  |
| 15-7-2017                                                             | Cleveland                                                             | Panama                                                                | 3 – 0                                                                 | Martinica                                                             | Gold Cup 2017 - 1º turno                                              | -                                                                     | cap. 84’                                                              |
| 20-7-2017                                                             | Filadelfia                                                            | Costa Rica                                                            | 1 – 0                                                                 | Panama                                                                | Gold Cup 2017 - Quarti di finale                                      | -                                                                     | cap. 68’                                                              |
| 2-9-2017                                                              | Città del Messico                                                     | Messico                                                               | 1 – 0                                                                 | Panama                                                                | Qual. Mondiali 2018                                                   | -                                                                     | 90+2’                                                                 |
| 6-9-2017                                                              | Panama                                                                | Panama                                                                | 3 – 0                                                                 | Trinidad e Tobago                                                     | Qual. Mondiali 2018                                                   | -                                                                     | 82’                                                                   |
| 6-10-2017                                                             | Orlando                                                               | Stati Uniti                                                           | 4 – 0                                                                 | Panama                                                                | Qual. Mondiali 2018                                                   | -                                                                     |                                                                       |
| 10-10-2017                                                            | Panama                                                                | Panama                                                                | 2 – 1                                                                 | Costa Rica                                                            | Qual. Mondiali 2018                                                   | -                                                                     | 52’                                                                   |
| 22-3-2018                                                             | Brøndby                                                               | Danimarca                                                             | 1 – 0                                                                 | Panama                                                                | Amichevole                                                            | -                                                                     | 64’                                                                   |
| 27-3-2018                                                             | Basilea                                                               | Svizzera                                                              | 6 – 0                                                                 | Panama                                                                | Amichevole                                                            | -                                                                     |                                                                       |
| 30-5-2018                                                             | Panama                                                                | Panama                                                                | 0 – 0                                                                 | Irlanda del Nord                                                      | Amichevole                                                            | -                                                                     | 46’                                                                   |
| 6-6-2018                                                              | Oslo                                                                  | Norvegia                                                              | 1 – 0                                                                 | Panama                                                                | Amichevole                                                            | -                                                                     | 79’                                                                   |
| 18-6-2018                                                             | Soči                                                                  | Belgio                                                                | 3 – 0                                                                 | Panama                                                                | Mondiali 2018 - 1º turno                                              | -                                                                     |                                                                       |
| 24-6-2018                                                             | Nižnij Novgorod                                                       | Inghilterra                                                           | 6 – 1                                                                 | Panama                                                                | Mondiali 2018 - 1º turno                                              | -                                                                     | 69’                                                                   |
| 28-6-2018                                                             | Saransk                                                               | Panama                                                                | 1 – 2                                                                 | Tunisia                                                               | Mondiali 2018 - 1º turno                                              | -                                                                     | 80’                                                                   |
| Totale                                                                |                                                                       | Presenze (2º posto)                                                   | 149                                                                   |                                                                       | Reti (8º posto)                                                       | 12                                                                    |                                                                       |